# Monumento al Cid Campeador (Buenos Aires)
Il monumento al Cid Campeador, dedicato a Rodrigo Diaz de Vivar, nobile e guerriero castigliano dell'XI secolo, meglio conosciuto come il Cid Campeador, si trova nel quartiere Caballito della Città di Buenos Aires.
È uno dei punti più caratteristici di quella zona della città. Si trova all'incrocio tra le vie Gaona, San Martín, Ángel Gallardo, Dr. Honorio Pueyrredón e Díaz Vélez. È un nodo di comunicazione interno alla città, in una zona di grande importanza commerciale.

## Storia
La scultura è opera di Anna Hyatt Huntington, artista americana attiva durante la fine del XIX secolo e i primi tre decenni del XX. L'opera originale, inaugurata nel 1927, si trova davanti alla sede della Hispanic Society of America, a New York; in seguito, nel 1928, ne furono erette copie a Siviglia, in Spagna, e a San Diego e San Francisco; un'ultima copia fu inviata a Buenos Aires; è interamente costruita in marmo e bronzo, diventando insieme alla statua dedicata a Giovanna d'Arco, costruita dalla stessa artista e situata a Riverside Park, a New York, una delle più grandi sculture realizzate da una donna nella storia dell'arte.

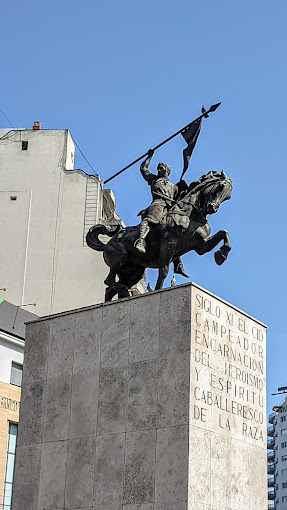
Visuale ravvicinata del monumento

L'opera dell'americana fu inaugurata nella primavera del 1935 su un piedistallo di enormi dimensioni che le conferiva un particolare aspetto monumentale all'incrocio tra le vie San Martín, Angel Gallardo, Diaz Velez, Honorio Pueyrredón e Gaona, vicino al centro geografico della città. Si tratta di una donazione della Hispanic Society of America, che nella sua sede di New York presenta la stessa opera in una cornice di altezza diversa. Questa società, fondata e presieduta dal marito della scultrice, Archer Milton Huntington, possiede oggi un'enorme biblioteca con incunaboli in spagnolo e prime edizioni dei più importanti libri di letteratura spagnola. L'opera arrivò in nave nella capitale argentina, Buenos Aires, e fu depositata in capannoni di proprietà del Comune fino a quando non fu designato il luogo in cui collocarla, un'operazione che richiese quasi un anno. Infine, il 13 ottobre del 1935, si tenne la cerimonia ufficiale di inaugurazione alla presenza delle massime autorità. Si dice che le pietre su cui fu posato il cemento per la base provenissero da Burgos, in particolare da Vivar del Cid, la città natale di Rodrigo Díaz de Vivar.
Tra il 2006 e il 2014 sono state apportate importanti modifiche all'illuminazione su richiesta del gruppo Cid Campeadorianos del Mundo e del Comune. Nel marzo 2015, sono iniziati i lavori per dotare l'area circostante di una fontana d'acqua e di un piccolo giardino adiacente. Nell'ambito delle celebrazioni per il suo ottantesimo anniversario, l'11 ottobre dello stesso anno è stato depositato nel giardino il terriccio delle otto province del Camino del Cid, portato in Argentina dall'Ambasciata di Spagna a Buenos Aires e dall'Istituto Nazionale Newberiano. L'evento è stato organizzato dall'Asociación Cid Campeadorianos del Mundo e dalla Junta de Estudios Históricos de Caballito. Le riforme successive hanno ricoperto quel terreno di cemento, distruggendo così il patrimonio pubblico.

## Caratteristiche
L'opera è costituita da un piedistallo in marmo e la statua in bronzo che raffigura il suo cavallo Babieca, che solleva una delle zampe anteriori. Il Cid è raffigurato mentre alza il braccio destro, nel quale impugna una lancia, mentre alla vita ha la spada Tizona. L'altezza dell'intera scultura è di circa 12 metri fino all'estremità dell'arma.
Presenta un piedistallo non originale, infatti esso ha subito modifiche nel corso degli anni, anche se il motivo dei cambiamenti è ancora sconosciuto. Il piedistallo attuale presenta un'iscrizione che, tradotta all'italiano, recita: XI secolo. Il Cid Campeador incarnazione dell'eroismo e spirito cavalleresco della razza.